# Alessandro Nora
Alessandro Nora (Mirandola, 24 maggio 1987) è un pallanuotista italiano, attaccante del Quinto.

## Biografia
Giocatore mancino cresciuto nel Modena, esordisce in A1 nell'anno sportivo 2006/2007 giocando per la Rari Nantes Camogli. Si fa poi notare nei due anni trascorsi a Sori. Viene quindi acquistato dall'AN Brescia nell'estate del 2010, società in cui ha militato fino alla stagione 2019-2020 e con la quale arriverà per sette volte al secondo posto in campionato ed in Coppa Italia. Nella stagione 2020-2021 indosserà la calottina del Quinto.
Nelle qualificazioni preolimpiche del 2016 giocate a Trieste segna 10 reti, consentendo alla nazionale di qualificarsi alle olimpiadi di Rio 2016, in cui segnò tre gol e vinse la medaglia di bronzo.

## Palmarès

### Club
- Coppe Italia: 1

AN Brescia: 2011-2012
- LEN Euro Cup: 1

AN Brescia: 2015-2016

### Nazionale

#### Nazionale Assoluta
- Olimpiadi

Rio de Janeiro 2016: 
- World League

Ruza 2017: 
- XXVIII Universiade Gwangju 2015
- XXVI Universiade a Shenzhen, Cina - 2011
- XXV Universiade a Belgrado, Serbia - 2009

#### Nazionale Giovanile
- 2º Posto - Mondiali Juniores 2007 Long Beach (USA)